# Öresjö (Östra Karups socken, Halland)
Öresjö är en sjö i Båstads kommun i Halland och ingår i Stensåns huvudavrinningsområde.